# Furcula intercalaris
Furcula intercalaris är en fjärilsart som beskrevs av Grum-grshimailo 1899. Furcula intercalaris ingår i släktet Furcula och familjen tandspinnare. Inga underarter finns listade i Catalogue of Life.